# كونراد ن. جوردن
كونراد ن. جوردن (بالإنجليزية: Conrad N. Jordan)‏ هو أمين الخزينة أمريكي، ولد في 20 أبريل 1830 في نيويورك في الولايات المتحدة، وتوفي في 26 فبراير 1903.